# Tiphodytes gerriphagus
Tiphodytes gerriphagus är en stekelart som först beskrevs av Élie Marchal 1900. Enligt Catalogue of Life ingår Tiphodytes gerriphagus i släktet Tiphodytes och familjen Scelionidae, men enligt Dyntaxa är tillhörigheten istället släktet Tiphodytes och familjen gallmyggesteklar. Arten är reproducerande i Sverige. Inga underarter finns listade i Catalogue of Life.